# Región de Moravia Meridional
La Región de Moravia Meridional (en checo: Jihomoravský kraj; en alemán: Südmährische Region, pronunciado /zyːtˈmɛːʁɪʃə ʁeˈɡi̯oːn/) es una unidad administrativa (kraj) de la República Checa. Se sitúa en la parte meridional de la región histórica de Moravia. La capital es Brno, la segunda ciudad más poblada del país.
La región es reconocida internacionalmente por su producción de vino. Desde la adhesión de la República Checa a la Unión Europea en 2004, la región ha experimentado un crecimiento demográfico y un saldo migratorio positivo durante todos los años posteriores consecutivos.

## Distritos(okresy)
La región cuenta con los siguientes siete distritos, con población a principio de 2020: 
- Distrito de Blansko 109,136
- Distrito de Břeclav 116,291
- Distrito de Brno-ciudad 381,346
- Distrito de Brno-campo 224,642
- Distrito de Hodonín 153,943
- Distrito de Vyškov 92,280
- Distrito de Znojmo 114,351